# Kappvika
Die Kappvika (norwegisch für Kapbucht) ist eine Bucht an der Küste des ostantarktischen Enderbylands. Sie liegt am Kap Batterbee.
Die Benennung geht vorgeblich auf russische Wissenschaftler zurück. Eher wahrscheinlich ist allerdings eine Namensgebung durch norwegische Forscher.